# Ablemma circumspectans
Ablemma circumspectans là một loài nhện trong họ Tetrablemmidae.
Loài này thuộc chi Ablemma. Ablemma circumspectans được Deeleman-Reinhold miêu tả năm 1980.